# Віктор Богачук
Віктор Богачук (рум. Victor Bogaciuc, нар. 17 жовтня 1999, Резина) — молдовський футболіст, півзахисник румунського клубу «Кіндія» (Тирговіште).
Виступав, зокрема, за клуби «Зімбру» та «Петрокуб», а також національну збірну Молдови.
Володар Кубка Молдови.

## Клубна кар'єра
Народився 17 жовтня 1999 року. Вихованець футбольної школи клубу «Зімбру». Дорослу футбольну кар'єру розпочав 2018 року в основній команді того ж клубу, в якій провів два сезони, взявши участь в 11 матчах чемпіонату. 
Своєю грою за цю команду привернув увагу представників тренерського штабу клубу «Петрокуб», до складу якого приєднався 2020 року. Відіграв за клуб з Хинчешти наступні три сезони своєї ігрової кар'єри. Більшість часу, проведеного у складі «Петрокуба», був основним гравцем команди.
До складу клубу «Кіндія» (Тирговіште) приєднався 2023 року. Станом на 20 вересня 2023 року відіграв за команду з Тирговіште 3 матчі в національному чемпіонаті.

## Виступи за збірні
У 2015 році дебютував у складі юнацької збірної Молдови (U-17), загалом на юнацькому рівні взяв участь у 3 іграх.
У 2020 році залучався до складу молодіжної збірної Молдови. На молодіжному рівні зіграв в одному офіційному матчі.
У 2021 році дебютував в офіційних матчах у складі національної збірної Молдови.
| Дата       | Місто    | Господарі         | Результат | Гості          | Турнір            | Голи | Примітки |
| ---------- | -------- | ----------------- | --------- | -------------- | ----------------- | ---- | -------- |
| 1-9-2021   | Кишинів  | Молдова           | 0 – 2     | Австрія        | Відбір до ЧС 2022 | -    | 59'      |
| 12-11-2021 | Кишинів  | Молдова           | 0 – 2     | Шотландія      | Відбір до ЧС 2022 | -    | 62'      |
| 21-1-2022  | Бозтепе  | Молдова           | 0 – 4     | Південна Корея | товариський матч  | -    | 56'      |
| 7-9-2023   | Лінц     | Австрія           | 1 – 1     | Молдова        | товариський матч  | -    | 73'      |
| 10-9-2023  | Торсгавн | Фарерські острови | 0 – 1     | Молдова        | Відбір до ЧЄ 2024 | -    | 90+3'    |
| Усього     |          | Матчів            | 5         |                | Голів             | 0    |          |

## Титули і досягнення
- Володар Кубка Молдови (1):

«Петрокуб»: 2019-2020